# جيسي بيامز
جيسي بيامز (بالإنجليزية: Jesse Beams)‏ هو عالم في مجال فيزياء ولد في 1898 في، حائز على جائزة قلادة العلوم الوطنية الأمريكية ومعهد فرنكلن (1942).

## وصلات خارجية
- جيسي بيامز على موقع الموسوعة البريطانية (الإنجليزية)

- الموقع الرسمي لجائزة قلادة العلوم الوطنية الأمريكية